# Dania Cañizares
Dania Esther Cañizares (Matanzas, 1º novembre 1966) è un'ex cestista cubana.

## Carriera
Con Cuba ha disputato i Campionati mondiali del 1986.